# 萨尔瓦多大学
薩爾瓦多大學（西班牙語：Universidad de El Salvador），是位於中南美洲國家薩爾瓦多首都聖薩爾瓦多的一所公立綜合性大學，建立於1841年，也是薩爾瓦多第一所公立大學。